# Lucien Muller Schmidt
Lucien Muller Schmidt   (Bischwiller, 3 de setembre de 1934) és un exfutbolista i entrenador de futbol alsacià.

## Biografia
Fou un destacat migcampista dret dels anys 1960. Jugà a l'Stade de Reims, al Reial Madrid i al FC Barcelona entre d'altres clubs. Fou 16 cops internacional amb la selecció francesa de 1959 a 1964, amb la qual disputà la Copa del Món de 1966.
Va jugar com a titular la final de la Copa d'Europa de 1964, que el Madrid va perdre contra l'Inter de Milà per 1 a 3 al Praterstadion de Viena, la primera victòria del club italià en la competició.
Com a entrenador començà dirigint el CE Castelló, club amb el qual baixà a segona divisió. Quatre cops més patí un descens com a entrenador, dirigint a Reial Saragossa, Burgos CF, Reial Mallorca i de nou al CE Castelló. També assolí tres ascensos a primera amb els clubs CE Castelló, Burgos CF i Reial Mallorca. També dirigí al FC Barcelona la temporada 1978-1979, però fou destituït el 18 d'abril de 1979, essent substituït per Joaquim Rifé.

## Trajectòria esportiva
Com a jugador
- RC Strasbourg: 1953 - 1957
- Toulouse FC: 1957 - 1959
- Stade de Reims: 1959 - 1962
- Reial Madrid: 1962 - 1965
- FC Barcelona: 1965 - 1968
- Stade de Reims: 1968 - 1970

Com a entrenador
- CE Castelló: 1970-74
- Burgos CF: 1975-76
- Reial Saragossa: 1976-77
- Burgos CF: 1977-78
- FC Barcelona: 1978-79
- Burgos CF: 1979-81
- Reial Mallorca: 1981-83
- AS Monaco FC: 1983-86
- Reial Mallorca: 1987-88
- CE Castelló: 1990-92

## Palmarès
Com a jugador
- Copa de les Ciutats en Fires: 1966 (FC Barcelona).
- Lliga francesa de futbol: 1960, 1962 (Stade de Reims).
- Lliga espanyola de futbol masculina: 1963, 1964, 1965 (Real Madrid).
- Copa espanyola de futbol masculina: 1968 (FC Barcelona).
- Trofeu dels Campions: 1960 (Stade de Reims).
- Trofeu Joan Gamper: 1966, 1967 (FC Barcelona).

Com a entrenador
- Copa francesa de futbol: 1985 (AS Monaco).